# (6253) 1992 FJ
A (6253) 1992 FJ a Naprendszer kisbolygóövében található aszteroida. Ueda és Kaneda fedezte fel 1992. március 24-én.